# 馬基特德雷頓
馬基特德雷頓（Market Drayton）是位於英格蘭北什羅普郡的一個集鎮，靠近斯塔福德郡。 1245年，亨利三世授予這裡每週開一次市場的特許，並將鎮名改為現名。現在這裡仍然每週三開有市場。